# Пауль Лаан
Пауль Лаан (ест. Paul Laan; нар. 28 серпня 1928, Нарва) — естонський філолог і поет.

## Біографія
Народився у Нарві в родині митника. Жив у Палдіскі у 1930—1939 роках і Хаапсалу у 1939—1944 роках. У 1942—1944 роках навчався в Хаапсалу в сучасній гімназії Ляенемаа. 1944 року втік до Швеції.

### Освіта
З 1946 року жив у Стокгольмі, де 1948 року закінчив естонську середню школу. З 1950 до 1955 рік вивчав шведську літературу, загальну історію літератури, німецьку та фіно-угорську мови у Стокгольмському університеті, а потім продовжив навчання естонської мови в Уппсальському університеті у 1956 році.
У 1956 році закінчив бібліотечні курси у Королівській бібліотеці Швеції.
У 1963 році здобув ступінь ліценціата з філософії, захистивши дисертацію шведською мовою «Тема занепаду в збірці віршів Бертіля Мальберга „Вірші на межі“» (1963).

### Робота
З 1961 до 1979 рік працював банківським службовцем, бібліотекарем і вчителем у середніх школах, зокрема в естонській середній школі в Стокгольмі. У 1974—1978 роки викладач естонської мови в Упсальському університеті, з 1970 року науковий секретар Інституту естонської мови та літератури у Швеції. З 1971 року — викладач естонської мови та голова правління Інституту естонської мови з 1985 року.
З 1970 року очолював естонський відділ кафедри фінської мови Стокгольмського університету.
Він був членом Спілки іноземних естонських письменників (яка згодом приєдналася до Спілки письменників Естонії), членом Естонського наукового товариства у Швеції, членом Естонського наукового інституту. Почесний член товариства Йоганнеса Аавіку.
У 1959—1965 роках — секретар редакції журналу «Мана». Редагував переважно книги з філології.

### Творча діяльність
Публікує вірші, статті та рецензії в Mana, Teataja, шведською Eesti Päevaleh тощо.

### Інші культурно-історичні заходи
З 1980 до 1990 рік зберігач приватних архівів Йоганнеса Аавіка, Марі Ундер й Артура Адсона у Стокгольмському університеті, які передав Естонському літературному музею у Тарту у 1996 році. Був засновником і багаторічним головою фонду Ундері-Адсона, який ініціював і допоміг організувати перепоховання Марі Ундер та її родини зі Скугсчиркогордена до Талліннського Рахумяе у червні 2016 року.

## Нагороди
- 2004 Орден Білої зірки IV ступеня[4]
- 2023 Культурна премія Шведської асоціації естонців

## Праці
- «Політ думки: образи та роздуми», Стокгольм 1972 (збірка афоризмів і віршів)